# CLEC12A
CLEC12A, или CLL-1 — белок, у человека кодируется геном CLEC12A.

## Описание
Входит в надсемейство белков лектины C-типа/лектино-подобный домен C-типа (CTL/CTLD). Белки этого надсемейства имеют похожую конформацию и обладают различными функциями, включая клеточную адгезию, межклеточную передачу сигнала, обмен гликопротеинов, участие в воспалении и иммунном ответе. CLL-1 является отрицательным регулятором гранулоцитарных и моноцитарных функций.

## Тканевая специфичность
CLL-1 экспрессируется в нормальных миелоидных клеток и клетках острой миелоидной лейкемии. Детектируется в нейтрофилах, моноцитах и дендритных клетках.